# Коваль, Василий Петрович
Василий Петрович Коваль (настоящая фамилия — Ковалёв) (бел. Васіль Пятровіч Каваль, 17 августа 1907, д. Сава Могилёвская губерния Российская империя (ныне Горецкого района, Могилёвской области Беларуси) — 29 октября 1937) — белорусский и советский писатель, поэт, член Союза писателей Белорусской ССР.

## Биография

### Ранние годы
Родился в крестьянской семье. Родная сестра писателя, Мария Петровна (1913 г. р.) вспоминала: «Наша мать — Ульяна Пименовна родом из деревни Холмы Горецкого района. Родила она троих детей. Брат Фаддей (1911 г. р.) работал учителем в деревне Шарипы и Мосалыки Горецкого района. Во время Великой Отечественной войны ушел в партизаны. Затем был призван в Красную Армию. 25 апреля 1945 умер от ран и похоронен недалеко от города Пилау».
Отец — Пётр Климентьевич родом из деревни Сава. В 1931 году был арестован первый раз и осужден на 5 лет лишения свободы за «вредительство», «развал колхозного строя», а в ноябре 1937 года был расстрелян в Орше и реабилитирован в 1989 году.Василий учился в местной сельской школе, а после — в Шишевской II степени и в Горецкой, где закончил в 1924 году 8 групп.

### Учёба в Могилеве, Горках и Минске
В 1925 году был зачислен студентом 1-го курса Могилёвского педтехникума. Но учиться пришлось недолго. «Сильно заболела мать, — вспоминала его сестра Мария Петровна и как только об этом узнал Василий, он пешком пришел из Могилева». «Решил оставить учебу, — сообщил он родным. — Побуду дома, пока мать болеет. А учиться ещё успею».
С весны до осени 1925 года учился на общеобразовательных курсах при Белорусской сельскохозяйственной академии в Горках. В Горках в 1926 году Коваль познакомился с писателем и учёным Максимом Горецким, который в книге «Маладняк» за пяць гадоў" посвятил его творчеству несколько страниц. М. Горецки свидетельствовал, что «… ходил Василий Коваль, еще в крестьянской свитке на собрания белорусского литературного кружка в академии и на собрания здешних молодняковцев».
Живя с декабря 1925 года в родной деревне, В. Коваль занимался сельскохозяйственной трудом, некоторое время работал в сельском исполкоме. В это время он вступил в комсомол и Совская ячейка комсомола избрала его секретарем.
В июле 1926 года Василий решает продолжить образование на литературно-лингвистическом отделении педфака БГУ. В первый период обучения в БГУ В. Коваль активно занимался литературной работой. В 1927 году его произведения можно было встретить в журналах «Полымя», «Маладняк», газетах «Звязда», «Савецкая Беларусь», «Чырвоная змена», «Чырвоны сейбіт» и других. Вышла и первая книга писателя писателя «Як весну гукалі». Известно, что учился В. Коваль в БГУ недолго. Об этом осталось документальное свидетельство: заявление В. Коваля о восстановлении его в числе студентов в 1928 году. Весной и летом 1927 года он работает секретарём редакции «Маладняк». Осенью 1928 года В. Коваль снова начал заниматься в университете, но покинул его в 1929 году «по собственному желанию». В 1928 году избран членом Центрального Бюро объединения «Маладняк» и введен в редакционную группу журнала «Маладняк», где остался после образования БелАПП.

### Служба в армии
В 1931 году В. Коваля призывают на службу в Красную армию. Вначале он служил командиром взвода 4-го стрелкового полка в г. Полоцке. Активно сотрудничал с газетой «Красноармейская правда». Редактор газеты А. Г. Самохвалов добился перевода В.Коваля на постоянную работу в редакцию газеты, которая находилась в Смоленске. Однако служба в армии закончилась не удачно. Писатель "…был исключен из рядов комсомола и демобилизован как классово-чуждый элемент за связь с отцом, который в это время был исключен из колхоза «за участие в развале колхоза». В начале весны 1933 года В. Коваль снова живёт в Минске и занимается литературным трудом.

### Арест, расстрел и реабилитация
Творческий процесс писателя был приостановлен в ночь на 2 ноября 1936 года В. Коваль был арестован. Из постановления на арест видно, что Василий Коваль «… является активным участником контрреволюционной организации, которая ставила своей целью отторжение Беларуси от Советского Союза и образование буржуазно-демократической республики и поэтому решил: Коваля Василия Петровича, 1907 г. рождения, белоруса, беспартийного, из семьи осужденного за вредительство, писателя, проживающего в Минске — подвергнуть обыску и ареста для привлечения к судебной ответственности…».
Леонид Моряков в Архиве президента Российской Федерации (АПРФ, опись № 24, дело № 411) нашёл «Список лиц, подлежащих суду военной коллегии Верховного суда Союза ССР». В список включены «враги народа» со всего Советского Союза. Список по Белорусской ССР датированный 15 сентября 1937 и подписан И. Сталиным, В. Молотовым и начальником 8-го отдела Главного управления государственной безопасности СССР старшим майором государственной безопасности В. Цесарским. В список включены партийные, советские, хозяйственные руководители, преподаватели высших и средних учебных заведений, писатели и журналисты. Среди 103 имен есть и имя: Коваль (Ковалёв) Василий Петрович.

## Литературное творчество
Василий Коваль начал писать стихи во время учёбы в Могилёвском техникуме, подал заявление для вступления в филиал Могилевского «Маладняка» и был принят 18 октября 1925 года кандидатам филиала, а вскоре он стал членом «Маладняка». Когда вернулся из Могилева и жил в д. Сова, принимал участие в работе Горецкого филиала Оршанского «Маладняка», который сыграл большую роль в становлении В. Коваля как писателя. Вспоминая об этих заседаниях, В. Коваль, как свидетельствовал М. Горецкий, сказал: «Вроде мир мне открылся». В номерах «Оршанскага Маладняка», который в 1926 году выходил в Горках, печатались произведения начинающего писателя. В этом году его произведения печатались также в газетах «Савецкая Беларусь», «Беларуская вёска», журнале «Маладняк» и других изданиях. В это время, не отходя от поэзии, В. Коваль начинает писать прозаическая произведения. Его произведения «Жніўнае свята», «Маёвым вечарам»,"Пра кветку «брат-сястра», «Сярод збожжа», «Як вясну гукалі…», «Івашка Буй-Вецер» и другие, напечатанные в 1926 году были короткие или развернутые а лирические зарисовки, стилизованные под фольклорные произведения.
Особенно удачным был его рассказ «Як весну гукалі», напечатанный в июне 1926 года в газете «Савецкая Беларусь». Многие литературоведы считают это повествование началом постоянной литературной работы Василия Коваля. Оно дала название первому сборнике прозаика и затем перепечатывалось в других его книгах. Переводилось оно и на другие языки. Ранние рассказы писателя (сборник «Як вясну гукалі» 1927) наполнены романтически-возвышенной образностью, поэтически-эмоциональным орнаментальным стилем.
В 1928 году вышла его вторая книга «На загонах. Апавяданні», которую также благосклонно встретила критика.
В отличие от стихов, проникнутых оптимизмом, в своей прозе В. Коваль часто показывает, что и после Октября 1917 года жизнь крестьянина-труженика коренным образом не изменилась. Кроме литературной работы активно занимался сбором и записью народных песен и сказок в родной деревне Сова Горецкого уезда и окрестных сёлах и деревнях.
Писал он в своих произведениях о деревне, о жизни крестьянина и его вечных заботах, о тех социальных изменениях, происшедших после февральской и октябрьской революций 1917 года. С течением времени, избавляясь от метафоричности, фольклорно-поэтической стилизации, В. Коваль шёл к углубленному психологизму, реалистичного отображения действительности, конкретно-реалистической лепки характеров (рассказы «Шчасце Сілівея Кукушкі», «Ночь на моры».
В 1929 году вышла очередная книга писателя «Крыніца», в которую вошло несколько рассказов, в том числе — «Ілька», где он повествует о жизни цыган, об их стремлении оставить жизнь на колесах и начать работать на земле. По материалам армейской жизни писатель создал повесть «День палымнее» и повесть для детей «Санька-сігналіст»(вышла отдельной книгой в 1936 году) и "Следапыты «(1936).
Во время службы в армии в государственном издательстве Беларуси вышли „Избранные произведения“ писателя. Они были напечатаны в серии „Белорусские писатели в школе“, так как его произведения изучали в школе. В это время его отдельные произведения были переведены на русский, украинский и еврейский языки. Занимался и он переводами, отдельными произведениями в 1930—1936 гг. в журналах и книгами вышли переводы на белорусский язык произведения А. Чехова, М. Горького, Б. Лавренёва, К. Станюковича, И. Никитенки и других.
После его реабилитации, в 1959 году была издана книга „Выбранае: Аповесці і апавяданні“, в 1961 году напечатаны отдельный книгой повести „Следапыты“, „Санька-сігналіст“, а в 1966 году отрывок из повести „Следапыты“ вошёл в хрестоматию по белорусского советской литературы. В 1967 году вышла „Анталогия белорусского рассказа“ (том 1), где было помещён рассказ „Илька“. Это повествование включено в сборники, которые вышли в Болгарии и в Германии (ГДР). В 1975 году с его творчеством познакомился русскоязычный читатель. Тиражом более 200 тыс. экземпляров вышли избранные произведения на русском языке (Избранное: Рассказы и повести).

## Оценка творчества
М. Горецкий в книге „Маладняк“ за пяць год. 1923—1928» писал, что «Литературная критика очень благосклонно встретила появление произведений Василия Коваля. Все авторы рецензий на сборник „Как весну кликали“ единогласно отмечали Василия Коваля за новую прекрасную силу в белорусской литературе послеоктябрьского периода. Его главную особенность видели в сильной связи с землей, с деревней, с крестьянством, а также в особой поэтичности стиля и близости к стилистическим приёмам народного творчества».
В 1957 году писатели Петрусь Бровка и Михась Калачинский обратились в Верховный суд БССР с письмом, в котором говорилось, что В. Коваль был одним из талантливых белорусских прозаиков.
Доктор филологических наук, профессор, член-корреспондент НАН Беларуси Михаил Мушинский отвечая на вопросы, что удалось сделать В. Ковалю в области художественной прозы и в чём особенность и ценность его произведений отмечал, что «Прежде всего — в проникновенном и тонким лиризме, с котором молодой писатель рассказывал о современной ему жизни, в глубоком доверии к своим героям, в умении искренне сочувствовать человеческого горю и доверии к своим героям, понимать страдания человека.
… художественно убедительно перенести на страницы произведений богатые жизненные наблюдения, создать соответствующий эмоциональное настроение, интересно рассказать о конкретном человеке, раскрыть его внутренний мир, мысли и переживания».

## Участие в литературных объединениях и союзах
- Член литературной организации «Молодняк» (1926), в 1928 году избран членом Центрального бюро организации.
- Член Белорусского литературного объединения Красной Армии и Флота (1931)
- Член Белорусского объединения пролетарско-колхозных писателей (1931)
- Член Союза писателей СССР (1934)

## На белорусском языке
- Як вясну гукалі: Апавяданні. — Мн.: 1927.
- На загонах: Апавяданні. — Мн.: 1928.
- Крыніца: Апавяданні.- Мн.: 1929.
- Выбр. тв. — Мн.: 1932.
- Санька-сігналіст: Аповесць. — Мн.: 1936.
- Выбранае: Аповесці і апавяданні. — Мн.: 1959.
- Следапыты: Санька-сігналіст. — Мн.: 1961.

## На русском языке
- Избранное: Рассказы и повести. — Мн.: 1975.

## На украинском языке
- Жнива.— Харків.1930

## На идиш (еврейском) языке
- Ілька.— М.:,Харкіў, Мн.: 1931.

## Память
- Именем Василия Коваля названы улицы в Могилёве и агрогородке Сава Горецкого района Могилёвской области.
- В библиотеке в агрогородка Сава создана мемориальная комната, посвящённая жизни и творчеству Василия Коваля.
- 30 октября 2019 года в агрогородке Сава открыта мемориальная доска в честь Василия Коваля[9].